# Галія (медресе)
Галія — медресе, що існувала в Уфі з жовтня 1906 по 1919 рік при другій Уфимській соборній мечеті для башкирів, татар та інших тюркських народів. З 1919 року — школа 2-го ступеня для башкирів і татар. Засновник і директор медресе до 1918 року — Зіяітдін Камалетдінов (Зія Камалі).

## Навчальний процес
Навчання в медресі було шестирічним; приймали учнів у віці з 15 до 45 років на основі іспитів; вступники повинні були мати початкову освіту. Основне місце в навчальній програмі займали традиційні дисципліни: історія і філософія ісламу, тлумачення Корану, життя пророка Мухаммада, а також мови: арабська, османська, російська, моваа тюрки. Викладання цих предметів було поставлено на рівень вищих навчальних закладів. Також вивчалися психологія, педагогіка, дидактика, література, чистописання. Викладали З. Кадирі, Т. Бадігі, С. Зіганшин, Л. Біксурін, Г. Терегулов, Х. Фазилов, І. Абдішев і інші. Багато з викладачів отримали освіту в Єгипті, Сирії, Туреччини і інших країнах. У 1915 році на прохання демократично налаштованих учнів в медресі почав викладати татарську мову і татарську літературу Г. Ібрагімов, історію тюркських народів — А.-З. Валіді, історію і теорію педагогіки — Ф. А. Давлеткільдєєва (перша жінка-педагог в медресі), географію, історію і фізкультуру — Х. Зайні, фізику — Г. Сатиїв, математику — Х. Гісматуллін, хімію, педагогіку, методику — Г. Шанасі, французьку мову — С.-Ш. Джіганша, музику — Вільгельм Клеменц.

## Випускники
250 випускників медреси стали вчителями в початкових і середніх школах, більше 300 випускників — лікарями та інженерами, науковцями, агрономами.
Медресе закінчили відомі письменники, громадські та державні діячі Башкортостану і Татарстану: Мажит Гафурі, Шайхзада Бабич, Хасан Туфан, Сайф Кудаш, Карім Хакимов, Нуріагзам Тагіров, Карім Ідельгужін, Халіков, Мансур Хатиповіч, діяч народної освіти Казахстану Н. Манаєв, Султан Габяші і інші.
На урочистому ювілеї медресе 26 грудня 1916 року директор оприлюднив такі цифри: за 10 років в «Галія» пройшли навчання 950 юнаків, з них 224 людини не татарської національності. Випускники працювали в 28 губерніях, в 230 школах різних ступенів, навчаючи при цьому 17 тисяч дітей, по всій Росії. 38 осіб працювали вказними, 14 військовими муллами, а 29 випускників стали до цього часу діячами культури.
Постановою Ради Міністрів СРСР і ЦК ВКП(б) від 10 лютого 1948 р медресе « Мухаммадія» і «Касимія» в Казані, «Галія» і «Усманія» в Уфі, «Хусаїнія» в Оренбурзі, Расулія в Троїцьку, Буби в дер. Іж-Бобья були прирівняні до педагогічних училищ, тобто до середніх спеціальних навчальних закладів в сенсі офіційного визнання освітнього рівня і прав випускників цих дореволюційних навчальних закладів.
70 відсотків випускників медресе «Галія», які становлять національну еліту, були знищені в 1930-40-х роках.

## Будівля медресе
У 1907 році на кошти міських філантропів (купця С. Назирова, дворянки С. Джантуріної-Тевкелевої) було побудовано триповерхову будівлю по вулиці Уфимській (адреса в даний час: вулиця Чернишевського, 5). Перший її камінь був покладений муфтієм М. Султановим .
Під час Громадянської війни, будівля була спалена білими частинами. Вона була повністю відремонтовано тільки за сприяння Наркому освіти Башкирської АРСР К. А. Ідельгужіна — колишнього випускника медресе. У 1919 медресе було перетворено в чоловічу школу другого ступеня для башкирів і татар. Надалі татарська школа № 15, яка проіснувала до середини 1970-х рр. Будівля передана уфимській школі-інтернату № 92 (для розумово відсталих). З 3 жовтня 1988 року її внесено до списку пам'яток культури та містобудівного мистецтва в Республіці Башкортостан.
У січні 2001 року рішенням президії Уфимської міської ради колишня будівля медресе «Галія» була передана Російському ісламському університету Центрального Духовного управління мусульман Росії.